# Tow Nakazaki
Tow Nakazaki (なかざき冬?, Nakazaki Tow; Kyūshū, 4 giugno ...) è un fumettista giapponese.

## Opere
- Changing Fo (Who is Fo?!)
- Let's Kick!
- IN23H
- Et Cetera (manga)
- Raisei-den jupiter O.A.

| Controllo di autorità | VIAF (EN) 74081157 · ISNI (EN) 0000 0000 3691 1704 · LCCN (EN) n2005041316 · BNF (FR) cb14491265n (data) · NDL (EN, JA) 00412511 |